# 器兴站
器興站（：／ Giheung yeok */?）是水仁·盆唐線與龍仁輕軌沿線交會的一座轉乘車站，同時也是龍仁輕軌的起點車站，位於韓國京畿道龍仁市器興區舊葛洞，韓語副站名為「白南準藝術中心」（백남준아트센터）。

## 車站結構
水仁·盆唐線站體為2面4線雙島式月台的地下車站，龍仁輕軌站體則是1座島式月台與兩座單邊側式月台構成的完全混合式月台高架車站，兩線均設有月台幕門。

### 水仁·盆唐線月台

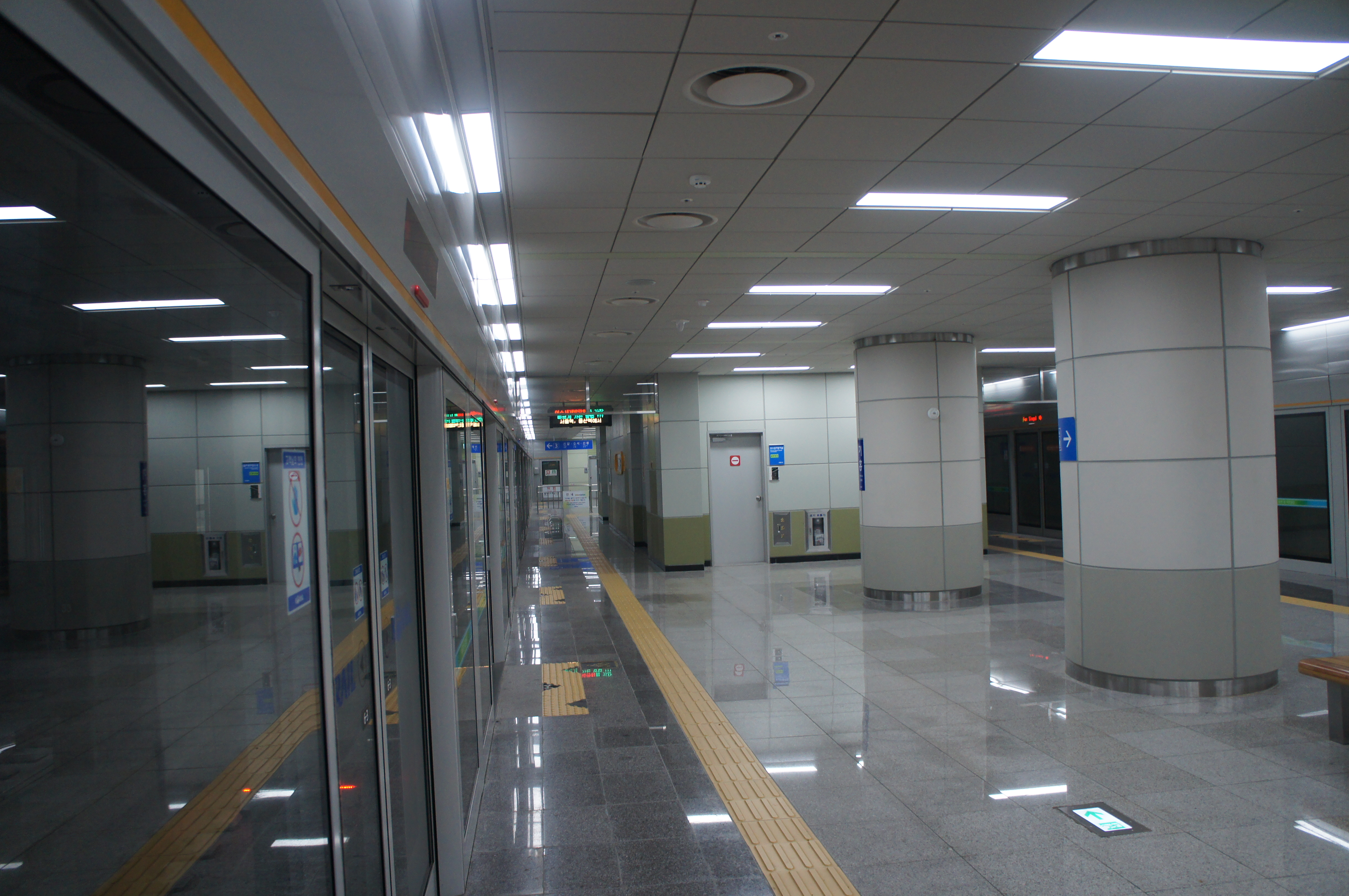
盆唐線候車月台

| ↑ 新葛          |
| ４３ \| ２１ \| |
| 上葛 ↓          |

| 月台 | 路線                   | 目的地                       |
| ---- | ---------------------- | ---------------------------- |
| 1、2 | ●首都圈電鐵水仁·盆唐線 | 網浦、水原、仁川方向         |
| 3、4 | ●首都圈電鐵水仁·盆唐線 | 往十里、牡丹、書峴、竹田方向 |

### 龍仁輕軌月台

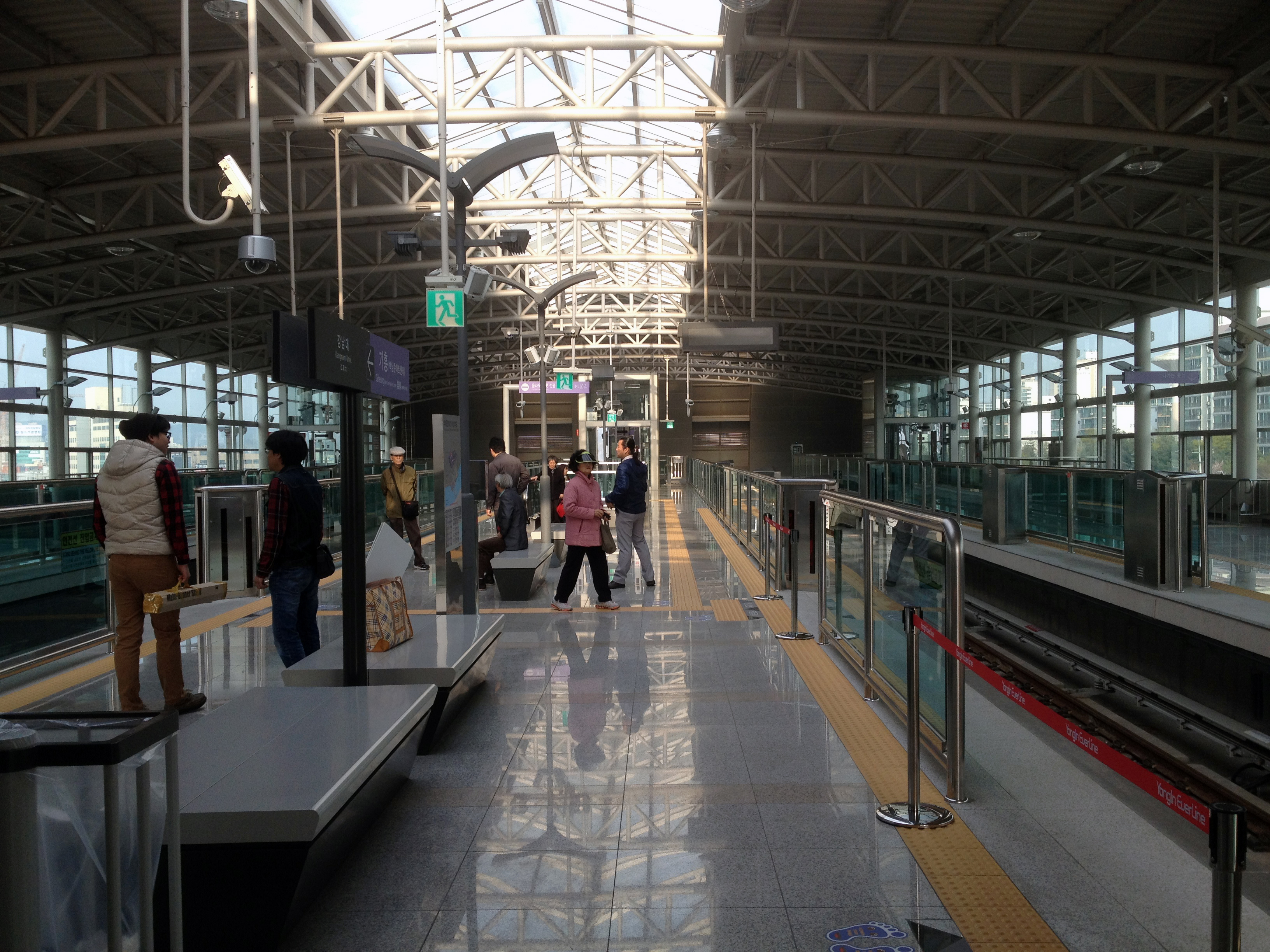
安裝月台門前的龍仁輕軌候車月台

| 起終點站       |
| 下行 \| 未使用 |
| ↓ 江南大學     |

| 月台   | 路線        | 目的地            |
| ------ | ----------- | ----------------- |
| 下車   | ●龙仁轻电铁 | 下車專用月台      |
| 下行   | ●龙仁轻电铁 | 前垈·愛寶樂園方向 |
| 未使用 | ●龙仁轻电铁 | 不使用            |

## 歷史
- 2011年12月28日：盆唐線站體落成啟用。
- 2012年12月末：追加副站名「白南準藝術中心」。
- 2013年4月17日：龍仁輕軌站站名由舊葛改為器興，與盆唐線一致。
- 2013年4月26日：龍仁輕軌站體開通。
- 2020年9月12日：盆唐線編入首都圈電鐵水仁·盆唐線。

## 車站周邊
- 新葛高校
- 白南準藝術中心（朝鲜语：백남준아트센터）
- AK Plaza（朝鲜语：AK플라자）百貨公司

## 圖片

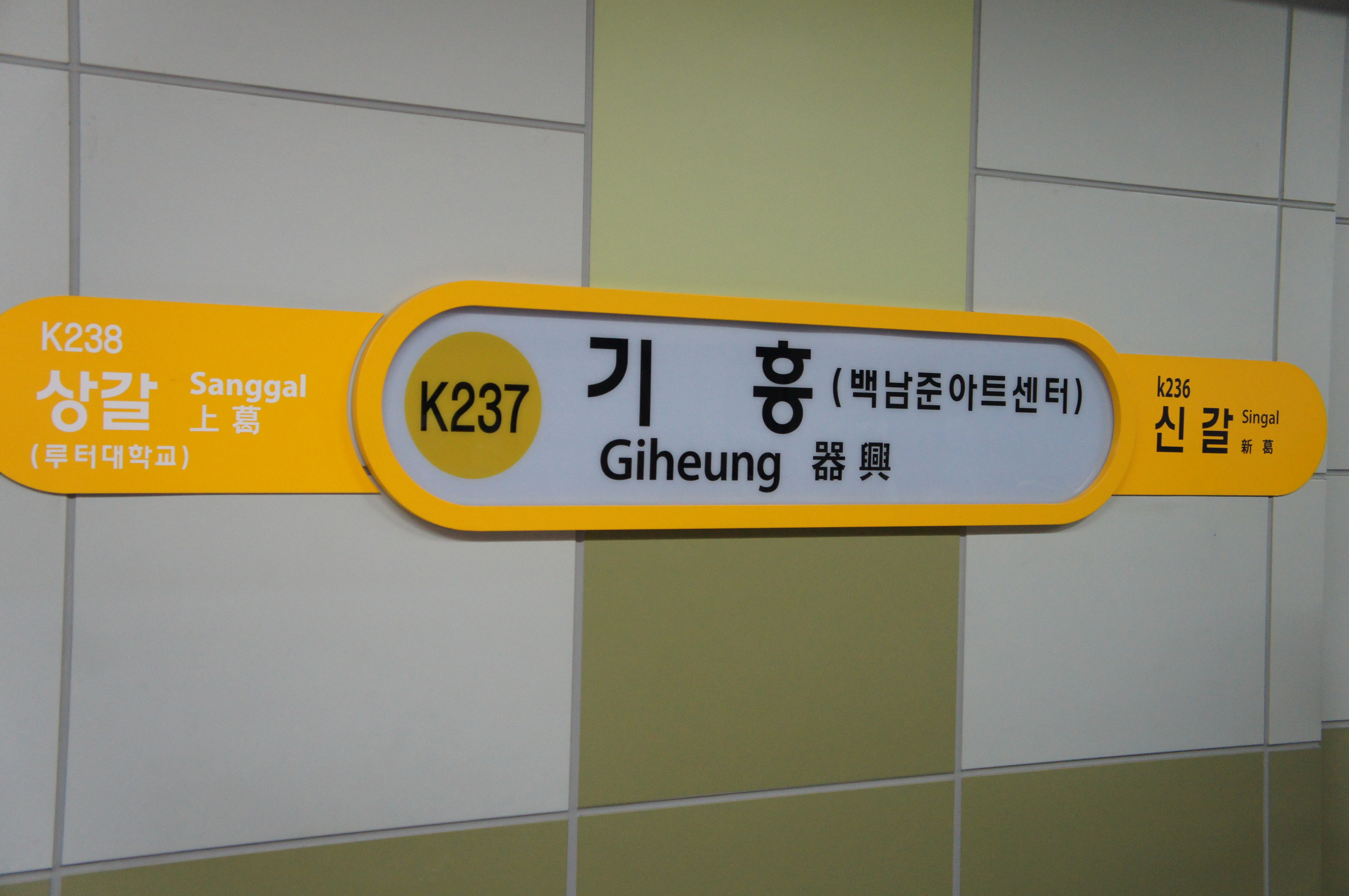
盆唐線站名牌
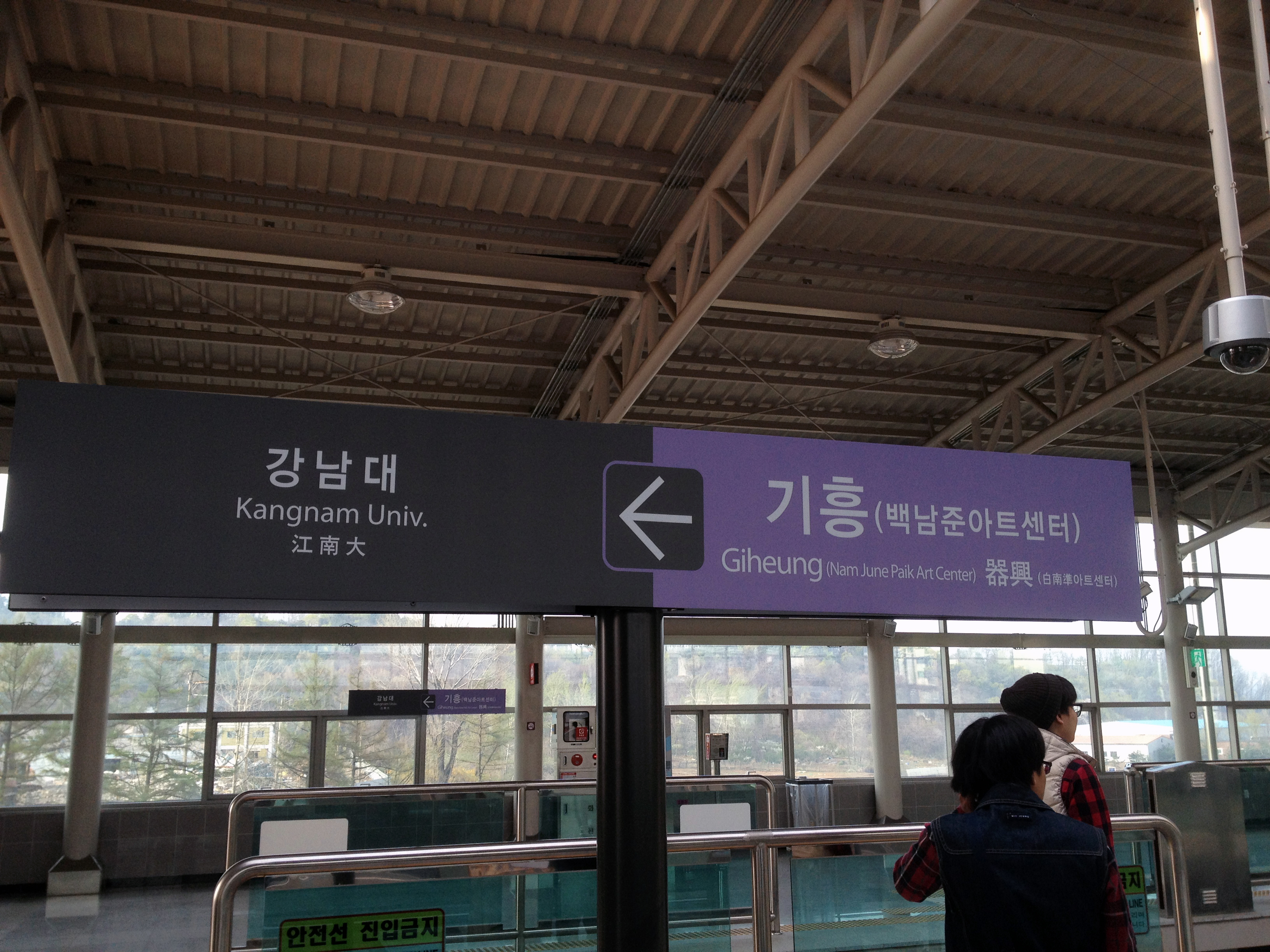
龍仁輕軌站牌告示
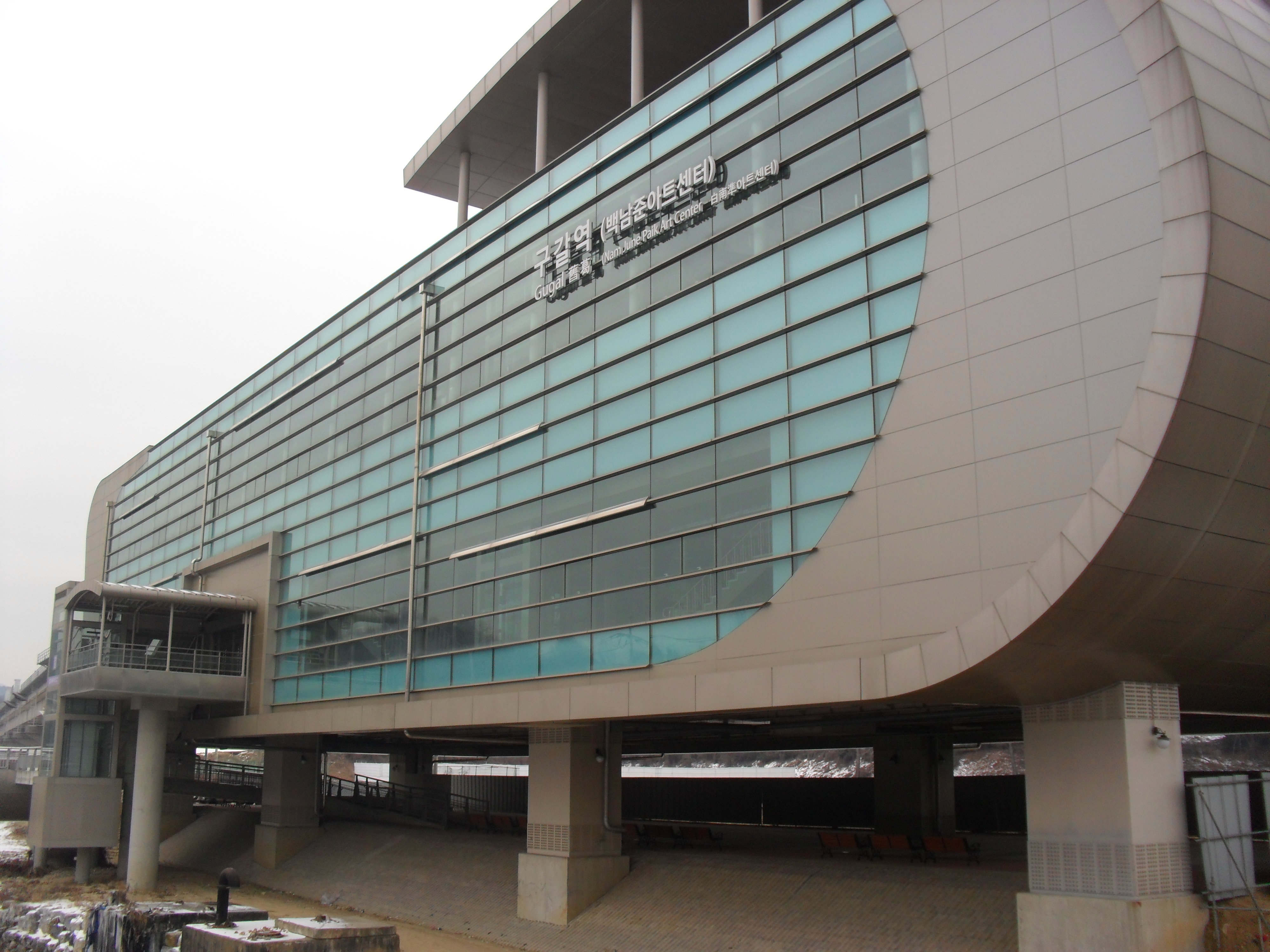
龍仁輕軌站站體外觀（未通車前仍以舊葛站為站名）
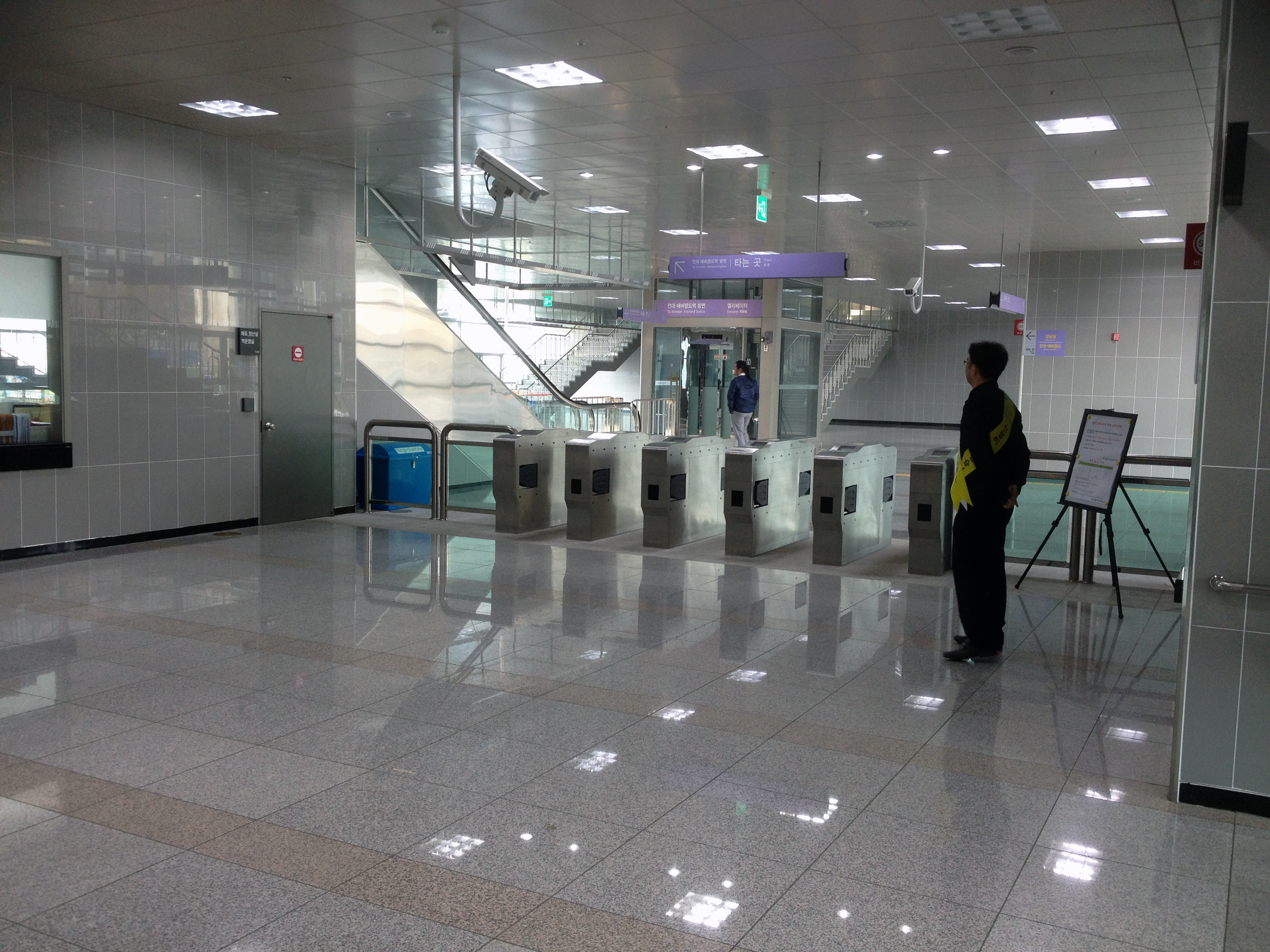
剪票閘口（龍仁輕軌側）
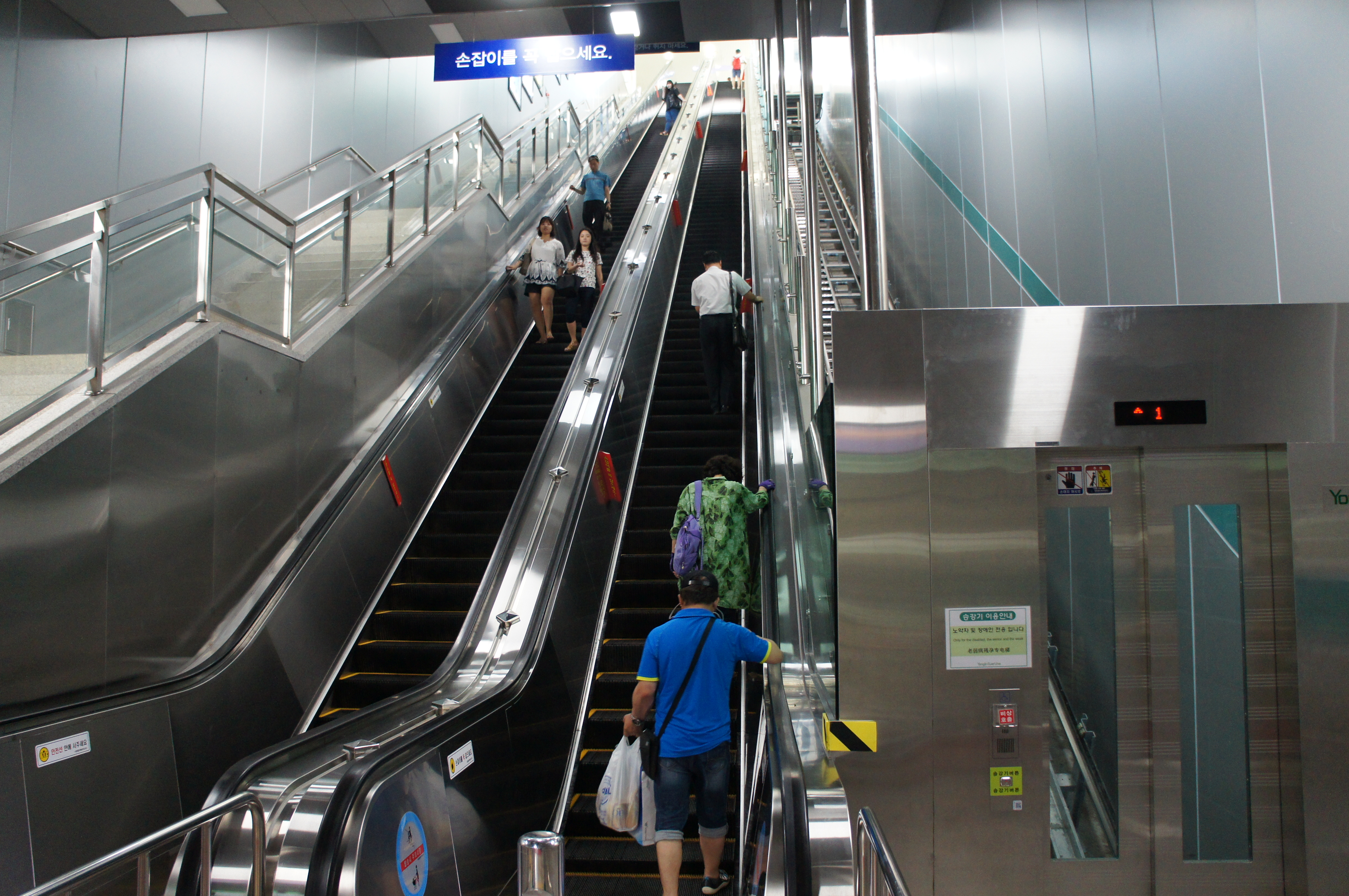
轉乘通道
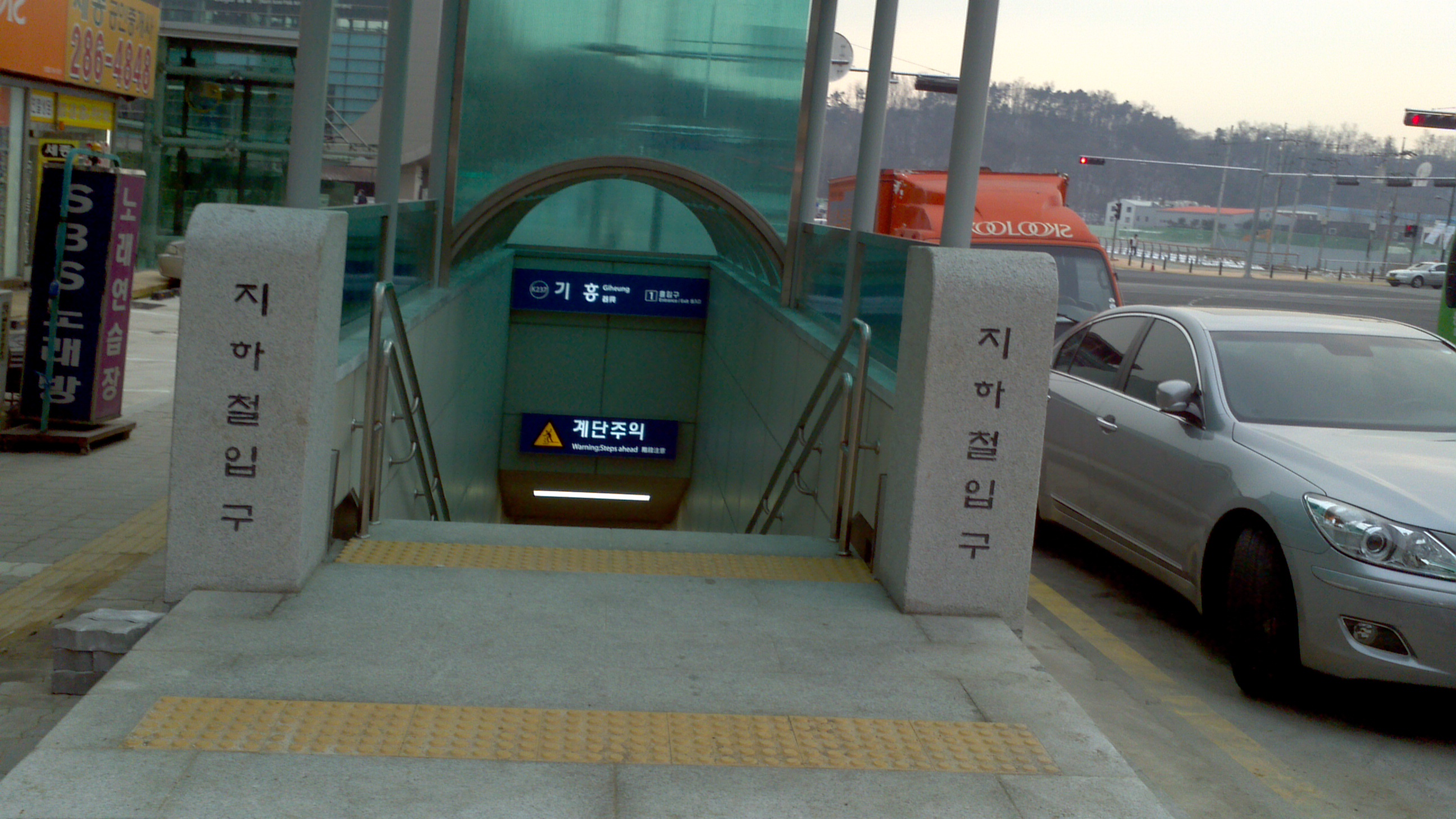
1號出口
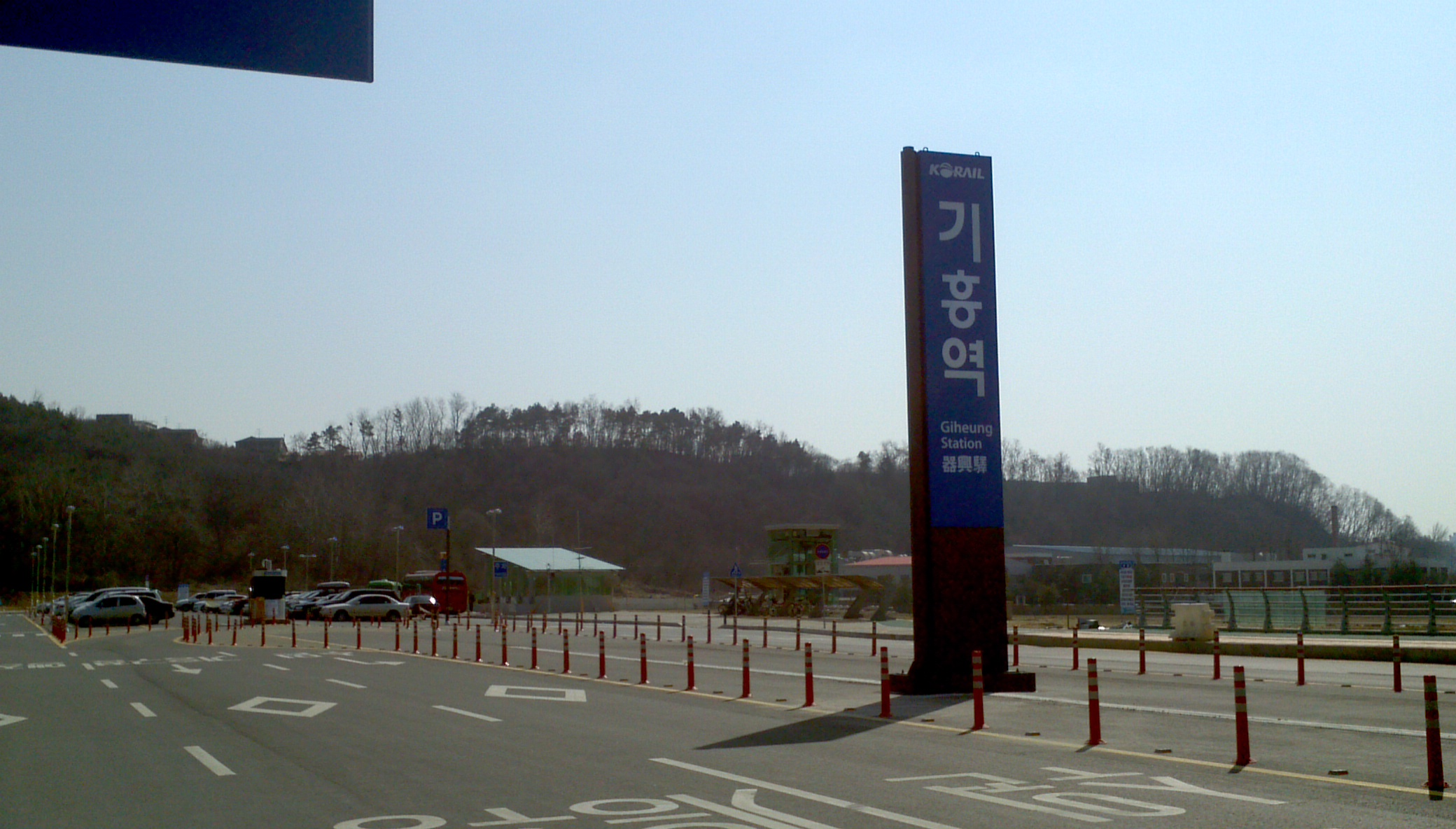
側柱站牌

## 相鄰車站
韓國鐵道公社
●首都圈電鐵水仁·盆唐線
盆唐急行
竹田（K233）－器興（K237）－網浦（K241）
緩行
新葛（K236）－器興（K237）－上葛（K238）
龍仁輕量電鐵
●龙仁轻电铁
器興（Y110）－江南大學（Y111）